# معركة القصير (1924)
معركة القصير هي معركة حدثت في 31 أيار/مايو 1924. بين قبيلة الظفير بقيادة حمود بن نايف بن سويط وخلاوي بن نهار بن عفيصان وبين الإخوان من قبيلة مطير وبعض القبائل بقيادة هايف بن شقير الدويش، في منطقة القصير بشمال ناحية بصية حين كانت تابعة للواء ناصرية المنتفق، بالبادية العراقية بجنوب المملكة العراقية، وانتهت المعركة بانتصار قبيلة الظفير.

## تمهيد
قال صادق حسن السوداني في كتابه (العلاقات العراقية السعودية 1920 - 1931) "أما بخصوص حمود بن سويط فقد أبدى رغبته بالعودة إلى التبعية العراقية ولم تمانع الحكومة العراقية كما هو متوقع منها في ذلك بل على العكس رحبت به، وهكذا عاد ابن سويط إلى الرعوية العراقية وأفادت أنباء البادية أن العلاقات أصبحت على خير ما يُرام بين حمود بن سويط ويوسف السعدون الذي عاد هو الآخر إلى خدمة الحكومة العراقية والتعاون معها وبهذا اتفق الخصمان السابقان على السهر والمحافظة على الأراضي والعشائر العراقية ضمن الحدود العراقية وذلك تحسباً لهجمات الإخوان وتحركاتهم المريبة وقد أشيع في البادية أن حموداً ينوي بل هو عازم على دفن الآبار الكائنة في طريق الغزاة الإخوان إذا حاولوا الهجموم على العراق وعشائره إضعافاً لقوة الإخوان وإحراجاً لهم وتقوية للجبهة العراقية".

## الاستعداد للغزو
قال صادق حسن السوداني "أفادت أنباء البادية أن السلطان ابن سعود اجتمع بعد ازدياد مشاكل الغزو بين العراق ونجد وعودة ابن سويط للتبعية العراقية مع عبد الله بن جلوي حاكم الأحساء وعبد العزيز السالم حاكم القصيم وبريدة، وإبراهيم سالم السبهان حاكم حايل والجبل وأمرهم بتشديد الأمر على عشائرهم لغزو العشائر العراقية في البادية. وتجسّد هذا الأمر في 31 مايس 1924م بغزوة للإخوان يقودها ابن شقير وابن منديل على عشيرة الظفير العراقية في القصير وكان عدد الغزاة ستمئة راكب وخمسين خيال إلا أنهم انكسروا شرّ كسرة وعادوا إلى مواطنهم تاركين وراءهم نحو خمسين من القتلى وغنم الظفير ما ينيف على المائة ناقة منهم وأخذوا رايتهم، أما خسائر الظفير فكانت سبعة قتلى فقط، ومن تتبع ظروف الغزوة يتبين لنا أن غرضها الرئيس هو الانتقام من حمود بن سويط وعشيرته بعدما عاد إلى صفوف التبعية العراقية كما سبقت الإشارة.

## ما بعد الغزو
وصفَ مدير ناحية الزبير انتصار الظفير بأنه انتصار لم يسبق له مثيل في تاريخ حوادث الجزيرة منذ ظهور الإخوان لذا حذّرَ من أن اندحار الإخوان في القصير وكثرة عدد قتلاهم خاصةً من الرؤساء سيجعلهم يعيدون الكرّة والهجوم في القريب على العشائر العراقية ليمحوا ما أصابهم من عار وانكسار مما اضطر السلطات العراقية في البادية إلى بث جواسيسها وإرصاداتها تحسباً لكل طارئ وحتى لا تؤخذ غفلة".
وقال سلمان الهلالي في مقاله (الغارات الوهابية وهجمات الإخوان على العراق) "كما حصل غزو آخر يقوده ابن شقير وابن منديل على قبيلة الظفير العراقية، إلا أنها استطاعت ردهم وقتل مايقارب المئتين منهم، ويبدو أن الاخوان قد أحسوا بالعار بسبب هذه الهزيمة فنظموا غزوة اخرى في كانون الأول 1924 بقيادة فيصل الدويش نفسه ضمت ما يقارب الألفين من المقاتلين، وكانت الوجهة هذه المرة عشائر المنتفق والديوانية التي قتلوا منها ما يقارب الخمسين شخصا، كما شن الإخوان غارة أخرى في الشهر نفسه على العشائر العراقية الساكنة قرب (نقرة السلمان) في جنوب السماوة فقتلوا مئة شخص ونهبوا الكثير من الأموال".

## النصوص التاريخية
يقول ابن بسام (1275 - 1346 هـ):
المصادر البريطانية (30 مارس إلى 28 يونيو 1924):
هاجم الإخوان الوهابيون قبيلة الظفير بألفي مقاتل ولم ينجُ سوى 100 منهم وحققت الظفير انتصارا ساحقا في هذه المعركة
فيما ذكرت جريدة الفلاح الصادرة في مكة المكرمة عام 1924(اعتدى ابن شقير وهو الزعيم الثاني بعد فيصل الدويش ومعه بني خالد بنحو ألفين ذلول ومائتي خيال وانكسرو امام الظفير وشريدتهم لاتزيد عن 100 ذلول ومن بين قتلاهم هايف بن شقير وتريحيب وسعود الاصقه المطيري ونايف بن مشل الدويش وعبطان بن شقير الدويش وسلمان بن منديل شيخ بني خالد وسعود ومحمد بن منديل الخالدي).

## وصلات خارجية
- موقع ديار عشيرة الظفير في خارطة العشائر العراقية في الأطلس الإداري العراقي المنشور سنة 1952 في مطبعة مديرية المساحة العامة العراقية